# Episodi di Vega$ (prima stagione)
Questa voce contiene trame, dettagli e crediti dei registi e degli sceneggiatori della prima stagione della serie televisiva Vega$
Negli Stati Uniti, la serie è andata in onda sulla ABC. L'episodio pilota è stato trasmesso per la prima volta il 25 aprile 1978. Gli altri episodi sono stati trasmessi tra il 20 settembre 1978 e il 9 maggio 1979.
In Italia, la prima stagione è andata in onda dal marzo 1980 in syndication sulle emittenti locali affiliate al consorzio televisivo Radiovideo.
| nº | Titolo originale         | Titolo italiano | Prima TV USA      | Prima TV Italia |
| -- | ------------------------ | --------------- | ----------------- | --------------- |
| 0  | High Roller              |                 | 25 aprile 1978    |                 |
| 1  | Centerfold               |                 | 20 settembre 1978 |                 |
| 2  | The Games Girls Play     |                 | 27 settembre 1978 |                 |
| 3  | Mother Mishkin           |                 | 11 ottobre 1978   |                 |
| 4  | Love, Laugh and Die      |                 | 18 ottobre 1978   |                 |
| 5  | Yes, My Darling Daughter |                 | 25 ottobre 1978   |                 |
| 6  | Lady Ice                 |                 | 1 novembre 1978   |                 |
| 7  | Milliken's Stash         |                 | 8 novembre 1978   |                 |
| 8  | The Pageant              |                 | 15 novembre 1978  |                 |
| 9  | Lost Women               |                 | 22 novembre 1978  |                 |
| 10 | Second Stanza            |                 | 6 dicembre 1978   |                 |
| 11 | Serve, Volley and Kill   |                 | 20 dicembre 1978  |                 |
| 12 | Ghost of the Ripper      |                 | 10 gennaio 1979   |                 |
| 13 | The Eleventh Event       |                 | 17 gennaio 1979   |                 |
| 14 | Kill Dan Tanna!          |                 | 24 gennaio 1979   |                 |
| 15 | Death Mountain           |                 | 31 gennaio 1979   |                 |
| 16 | Best Friends             |                 | 7 febbraio 1979   |                 |
| 17 | Demand and Supply        |                 | 14 febbraio 1979  |                 |
| 18 | Everything I Touch       |                 | 28 febbraio 1979  |                 |
| 19 | Doubtful Target          |                 | 7 marzo 1979      |                 |
| 20 | Touch of Death           |                 | 14 marzo 1979     |                 |
| 21 | The Way to Live          |                 | 2 maggio 1979     |                 |
| 22 | The Visitor              |                 | 9 maggio 1979     |                 |